# Franki Wroczyńskie
Franki Wroczyńskie – część wsi Wroczyny w Polsce położona w województwie łódzkim, w powiecie kutnowskim, w gminie Kutno. Franki Wroczyńskie wchodzą w skład sołectwa Wroczyny.
W latach 1975–1998 Franki Wroczyńskie administracyjnie należały do województwa płockiego.